# Bouchon de Sancerre
Pour les articles homonymes, voir bouchon.
Le bouchon de Sancerre ou bouchon de chèvre est un fromage de chèvre produit dans le Sancerrois en forme de bouchon de bouteille.

## Terroir
Il est fabriqué en région Centre, en Bourgogne et en Midi-Pyrénées.

## Consommation

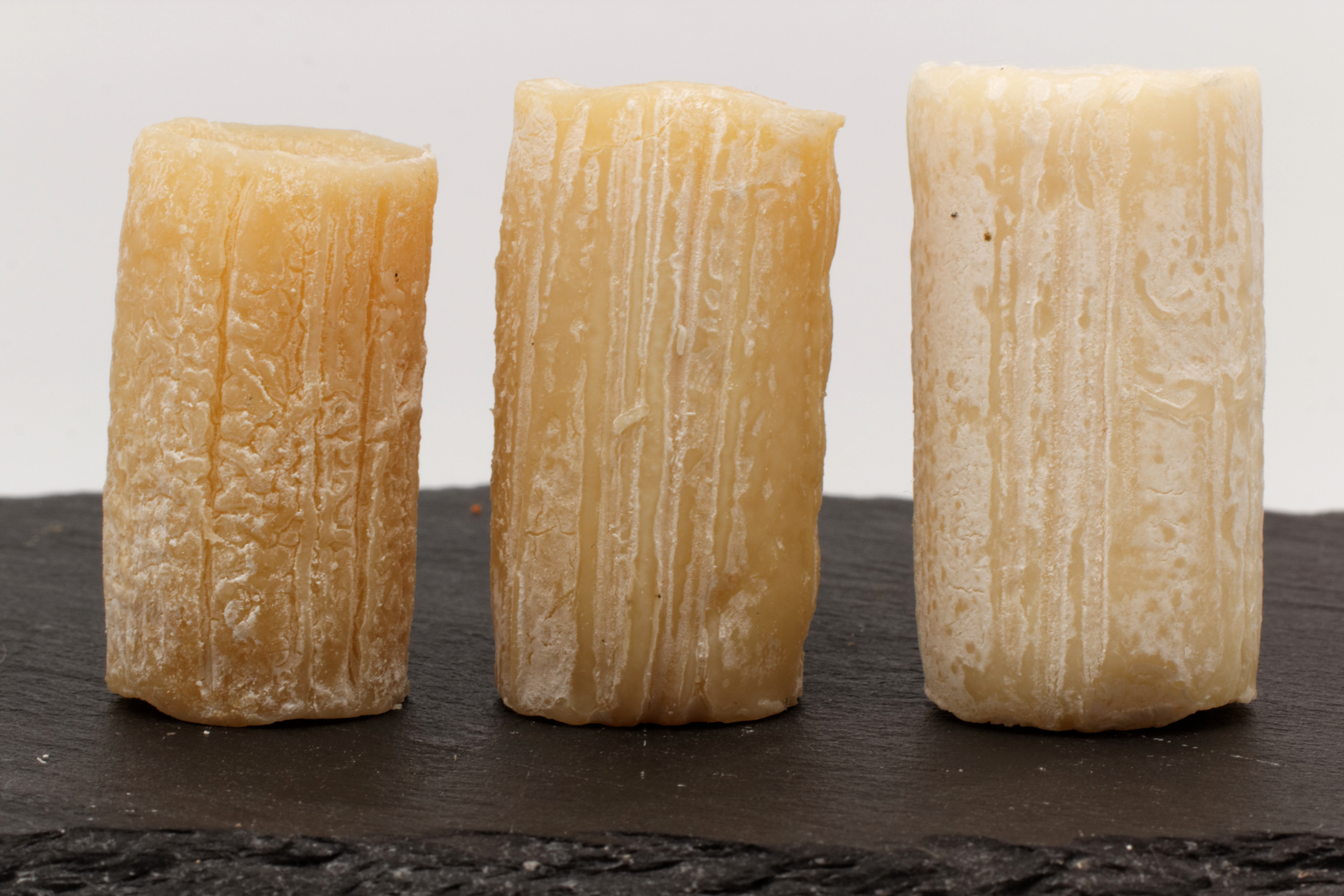
Variations de taille et de couleur entre différents affinages du bouchon de Sancerre
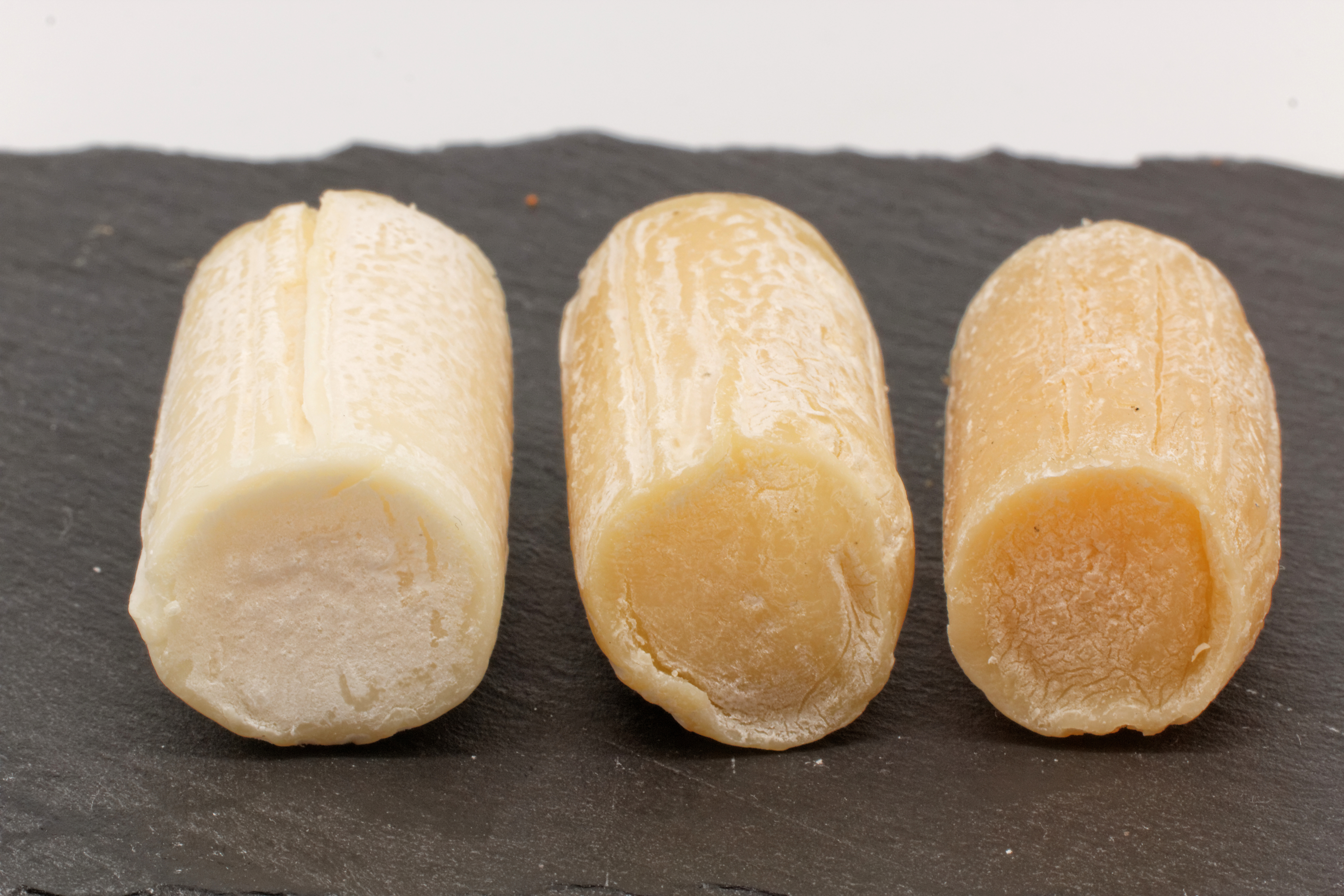
Différents affinages du bouchon de Sancerre
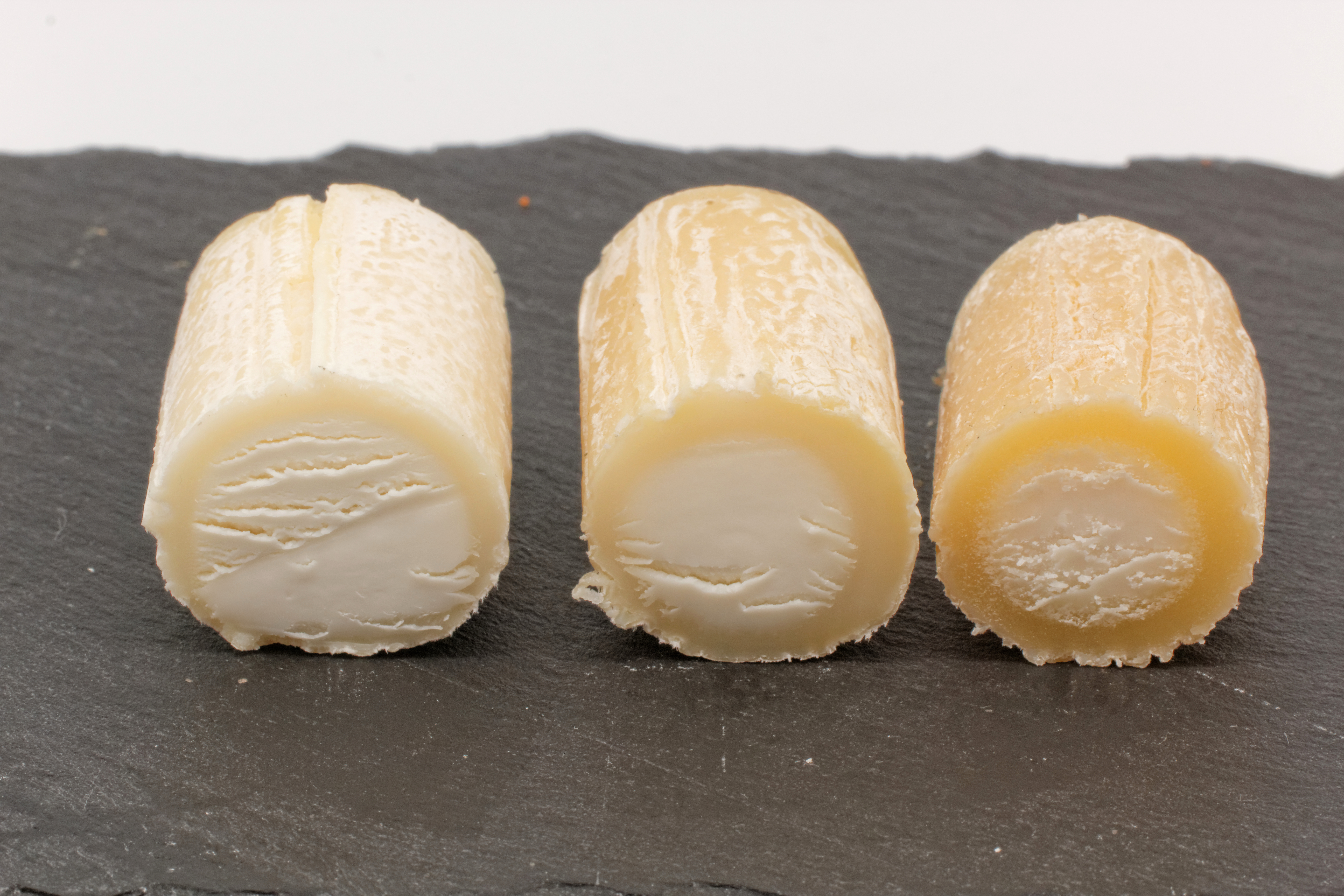
Différents affinages du bouchon de Sancerre